# Aegis Defence Services
Aegis Defence Services Ltd. ist ein in London ansässiges privates Sicherheits- und Militärunternehmen mit Büros in Afghanistan, Bahrain, Irak, Kenia, Nepal und den USA. Der Gründer des Unternehmens, Timothy Spicer, war auch CEO von Sandline International.
Die angebotenen Dienstleistungen werden für internationale Kunden, einschließlich Regierungen, internationale Agenturen und kommerzielle Unternehmen maßgeschneidert. Ebenfalls ist Aegis ein eingetragener und aktiver Auftragnehmer der Vereinten Nationen sowie ein Hauptauftragsnehmer für die US-amerikanische Regierung und Sicherheitsberater für das Lloyds-Joint War Risk Komitee. Im Jahr 2004 erhielt Aegis von der International Peace Operations Association, ein Lobbyverband der PMC-Branche, das Angebot ebendiesem Lobbyverband beizutreten. Es wurde von Seiten Aegis ein Antrag gestellt, dieser wurde aber von einem, ebenfalls aus England kommenden Mitbewerber, abgelehnt. Aegis ist ein Gründungsmitglied der British Association of Private Security Companies (BAPSC), ein Interessenverband der nur für britische Unternehmen zuständig ist.
Des Weiteren ist sie ein Mitglied der Private Security Company Association of Iraq. Seit 2015 ist Aegis Teil der privaten Sicherheitsfirma GardaWorld, operiert allerdings immer noch unter dem Namen Aegis.

## Abteilungen
- Aegis Research and Intelligence
- Aegis Technical Services
- Aegis Security Operations
- Aegis Foundation ist eine von Aegis ins Leben gerufene Stiftung, die im Irak (seit 2004) und Afghanistan (seit 2005) tätig ist. Des Weiteren unterstützt sie die Soldiers, Sailors, Airmen and Families Association (SSAFA).

## Einsatzgebiete

### Irak
Im Irak schloss Aegis mit dem Verteidigungsministerium der Vereinigten Staaten im Mai 2004 einen Vertrag über 293 Millionen US-Dollar ab. Dieser Vertrag lief über drei Jahre. Während dieser Zeit sollten dem Project and Contracting Office (PCO), verschiedene Dienstleistungen zur Verfügung gestellt werden. In diesem Vertrag enthalten waren folgenden Dienstleistungen im Detail festgelegt:
- Erarbeiten von Sicherheitslösungen, mobile wie statische, für das PCO, so wie dem United States Army Corps of Engineers
- Erleichterung des Informationsaustausches zwischen den Sicherheitskräften und den Wiederaufbauhelfern
- Zurverfügungstellen von Informationen über die Durchführbarkeit von Straßenoperationen im ganzen Land. Das heißt, dass Aegis für drei Jahre die Koordination, sowie die Verwaltung für die mehr als fünfzig im Irak tätigen privaten Sicherheits- und Militärunternehmen übernahm. Im September 2007 schlossen das DoD und Aegis einen Folgevertrag über zwei zusätzliche Jahre (bis 2009) und einem Wert von 475 Millionen US-Dollar.

Einige weitere Sicherheitsaufträge erfüllte Aegis, für die UN Electoral Assistance Division (UNEAD) und der Independent Electoral Commission of Iraq (IECI) um das Referendum vom 15. Oktober und vom 15. Dezember 2005 (Parlamentswahlen) zu schützen. Weiterhin stellt Aegis Personal, das für die Sicherheit zuständig ist, während der Untersuchung in einem angeblichen Bestechungsfall im Öl-für-Lebensmittel-Programm, zur Verfügung.
Aegis macht 80 % seines Umsatzes im Irak, die restlichen 20 % werden zum größten Teil in Afghanistan gemacht. Schätzungsweise 20'000 Söldner sind hauptsächlich im Irak und in Afghanistan tätig, insbesondere im Dienst des US-Verteidigungsministeriums.
Aegis ist 2011 ebenfalls in Libyen tätig und übernimmt mindestens Bewachungsaufgaben. Wie ein Bericht der Schweizerischen Depeschenagentur Bundesrätin Micheline Calmy-Rey zitiert, habe man sich nach dem libyschen Krieg für Aegis entschieden, um die Schweizer Botschaft in Tripolis zu bewachen. Grund dafür sei, dass Aegis bereits in Libyen „tätig“ war.

## Skandalvideos
Am 27. Oktober 2005 wurden einige Videos ins Internet gestellt, die zeigen, wie ein Mitarbeiter eines privaten Militärdienstleisters auf Fahrzeuge schießt, von denen keine konkrete Gefahr ausgeht. Dabei zeigt das Video einen Rear Gunner bei der Arbeit. Denn wenn insbesondere Konvois von PMC unterwegs sind, verfügt meist das letzte Fahrzeug über den Rear Gunner und einen Warnhinweis am Fahrzeug. Darauf steht auf Englisch und Arabisch meistens: Warnung, bleiben Sie 100 m zurück, oder sie werden beschossen. Da die Angst vor Selbstmordattentätern sehr groß ist, werden zu dicht auffahrende Fahrzeuge sofort beschossen.
Die Videos wurden inoffiziell mit der Aegis Defence Services Website verlinkt. Sowohl die US-Armee als auch Aegis initiierten Untersuchungen, doch blieben beide Untersuchungsberichte unveröffentlicht.
Am 6. April 2006 identifizierte der More4 News-Reporter Nima Elbagir in einer Sendung den ehemaligen Aegis-Mitarbeiter Rod Stoner als denjenigen, der die Videos Online stellte. Aegis wollte nicht bestätigen, dass seine Mitarbeiter an den im Video gezeigten Ereignissen beteiligt waren. Aber durch einstweilige Verfügung des Obersten Zivilgerichts wurde erreicht, dass die Website von Stoner geschlossen wurde. In demselben More4-Programm bestand der Labour-Party-Abgeordnete Jeremy Corbyn darauf, dass der Vertrag des Pentagons mit Aegis aufgehoben werden sollte, bis die Sache vollständig untersucht worden ist.

## Übernahmen
Am 28. Oktober 2005 erwarb Aegis das Unternehmen Rubicon International Services Ltd, ein seit langer Zeit bestehender Anbieter verschiedener Sicherheitsdienstleistungen. Öffentlich bekannt wurde dies erst am 4. November desselben Jahres. Der Geschäftsführer von Rubicon, John Davidson, wechselte zu Aegis und wurde Director of Operations.

## Firmensitz
Im August 2010 wurde bekannt, dass Aegis eine Holding in Basel (Schweiz) gegründet hat, um den Firmensitz dorthin zu verlegen. Die Einsatzkoordinationszentrale verblieb am bisherigen Standort. Mit Beschluss der Generalversammlung vom 15. April 2014 wurde die Holding wieder aufgelöst.